# Łekno (gmina)
Łekno (do 1954 Wągrowiec-Północ) – dawna gmina wiejska istniejąca w latach 1973–1976 w woj. poznańskim i woj. pilskim (dzisiejsze woj. wielkopolskie). Siedzibą władz gminy było Łekno.
Gmina została utworzono 1 stycznia 1973 roku w woj. poznańskim w powiecie wągrowieckim. 1 czerwca 1975 roku jednostka znalazła się w nowo utworzonym woj. pilskim.
1 stycznia 1977 gmina została zniesiona, a jej obszar włączony do gmin:
- Damasławek (obszar sołectwa Wiśniewko),
- Wągrowiec (obszary sołectw Bracholin, Kiedrowo, Kołybiec, Koninek, Krosno, Łekno, Łukowo, Rąbczyn, Siedleczko, Stare Brzeźno, Tarnowo Pałuckie, Werkowo i Wiśniewo).